# Bossier City
Bossier City is een plaats (city) in de Amerikaanse staat Louisiana, en valt bestuurlijk gezien onder Bossier Parish.

## Demografie
Bij de volkstelling in 2000 werd het aantal inwoners vastgesteld op 56.461.
In 2006 is het aantal inwoners door het United States Census Bureau geschat op 61.306, een stijging van 4845 (8,6%).

## Geografie
Volgens het United States Census Bureau beslaat de plaats een oppervlakte van
107,8 km², waarvan 105,8 km² land en 2,0 km² water. Bossier City ligt op ongeveer 52 m boven zeeniveau.

## Geboren in Bossier City
- Jared Leto (1971), acteur, zanger en gitarist

## Plaatsen in de nabije omgeving
De onderstaande figuur toont nabijgelegen plaatsen in een straal van 20 km rond Bossier City.